# Antoine de Balinghem
Antoine de Balinghem (Saint-Omer, 25 juni 1571 – Rijsel, 24 januari 1630) was een jezuïetenpater, auteur en vertaler uit de Zuidelijke Nederlanden. Hij schreef moraaltheologische en ascetische werken.

## Leven
Antoine de Balinghem trad op 17-jarige leeftijd toe tot de Sociëteit van Jezus en deed zijn noviciaat in Novellara in Italië. Hij vervolgde met drie jaar filosofiestudies in Brescia, om dan terug te keren naar de Nederlanden. Hij doceerde twee jaar filosofie aan het Anchincollege in Douai en ging daarna theologie studeren in Leuven. Daar werd hij in 1598 priester gewijd. 

## Werk
Hij vertaalde van en naar het Latijn, en ook uit het Italiaans en Spaans. Onder de auteurs die hij overzette naar het Frans waren Virgilio Cepari, Pedro de Ribadeneira, Jean Buzelin, Luis de la Puente en Antoine Laubegeois. Voor zijn orde vertaalde hij vele brieven en berichten van jezuïetenpaters uit het Verre Oosten. Een origineel werk was Après dinées et propos de table, waarin Balinghem zich opvoerde in dialogen over vraat- en drankzucht met zeven geleerden. 

## Publicaties (selectie)
- Traité de la Religion que doit suivre le prince chrestien, 1610
- Narré de ce qui s'est passé en la poursuite de la canonisation du bien-heureux P. Ignace de Loyola, 1610
- Après dinées et propos de table contre l'excez au boire et au manger pour vivre longuement sainement et sainctement, 1615
- Triomphe de chasteté, 1616
- Le vray point d'honneur à garder en conversant, 1618
- De orationibus iaculatoriis libri IV, 1618
- Ζωοπαιδεια, seu morum a brutis petita institutio ordine alphabetico tum virtutum, tum vitiorum, 1621
- Scriptura Sacra in locos communes, 1621
- Iardinet des délices célestes, ou Pratique de quelques nobles exercices de vertus, la plupart révélés par N.-S. Jésus-Christ à Saincte-Gertrude, 1626
  - Het hofken der geestelycke wellusten, 1667
- Les plaisirs spirituels contrequarrez aux sensuels du quaresme, 1627